# سجن نيوجيت
سجن نيوجيت هو أسوأ سجن في تارخ لندن كلها، واحد من أقدم وأشهر وأهم السجون في القرن الثامن عشر في إنجلترا وكان يقع في مدينة لندن في نيوجيت، وهي بوابة في سور لندن الروماني الأثري. وبالتحديد في زاوية شارع «نيوجيت واولد بيلي». في حقبة حكم الملكة فكتوريا جسد سجن نيوجيت ما كانت تعانيه لندن من فقر ومشاكل اجتماعية، وهذا ما تنبه إليه تشارلز ديكنز فذكر سجن نيوجيت في عدد من رواياته مثل: اوليفر تويست، وحكاية مدينتين، وبارنابي ردج (وهي الحكاية التي تروي أعمال شغب غوردن في الثمانينات) ورواية آمال عظيمة. بني السجن في القرن الثاني عشر وهدم لأول مرة عام 1777. وتمت توسعته وترميمه عدة مرات وبقي لمدة تزيد عن 700 عام (من 1188 إلى 1902).
كان سجن نيوجيت مكانا كئيبا عليلا. وكان حال السجن مريعا وظروفه سيئة للغاية. فقد كان السجناء يتلقون أسوأ أنواع المعاملة لدرجة أن كان يموت حوالي ثلاثون شخصا سنويا. وعادة ما كان يرفض الأطباء دخول السجن كما كان المارة يسدون أنوفهم إذا مروا به. وعلى الرغم من أن السجن كان تحت تصرف عمدة المدينة وأعضاء المجلس المحلي، إلا أنه نال مكانة مميزة، ليس فقط لكونه مكانا لحجز جميع من ينتظر محاكمته في المحكمة المجاورة، بل أيضا لأنه يضم كل من سينفذ حكم الإعدام بحقه، فضلا عن أنه كان سجنا للمديونين.
نال السجن سمعة سيئة لازدحامه الشديد وبيئته غير الصحية التي نتجت بسبب قلة التهوية وقلة الماء وانتشار الأوبئة. وكانت السجون بما فيها سجن نيوجيت لا توفر لمساجينها الأسِرّة والملابس، بل كان المساجين يشترونها من السجانين. وبالإضافة إلى هذه الكلفة فقد كان على المساجين أن يدفعوا رسم الدخول. وأيضا كان عليهم أن يدفعوا المال مقابل الحصول على أي من أساسيات مقومات الحياة. وإذا صدر حكم الإفراج عن سبيلهم، فعليهم أن يدفعوا رسوم ليأذن لهم بالخروج.
وكان القضاة في سجن نيوجيت عادة ما ينشرون منشورات عن حياة الذين عاشوا فترة في السجن، وكانت المعلومات تتضمن الجرائم المرتكبة والإدانات السابقة ومعلومات عن المحاكمة، وعن حياة الشخص التي انتهى مطافها بإقامته في سجن نيوجيت، ووصف لأنواع العقوبات التي كان يعاني منها السجين. وبسبب هذه السجلات أصبح سجن نيوجيت أفضل سجن تم توثيقه في القرن الثامن عشر في إنجلترا، مما سمح للتلاميذ أن يفهموا النظام العدلي السائد في ذلك الوقت.

## تاريخه
بني أول سجن في نيوجيت عام 1188 بأمر من الملك هنري الثاني. وتمت توسعته في 1236، وفي 1422 قام المنفذون لوصية اللورد مايور ديك واشنغتون بإعادة ترميم السجن. في 1666، هدم السجن في حادثة «حريق لندن الكبير» وتم إعادة بنائه في 1672 حيث توسع إلى عدة مباني على الجانب السفلي للشارع.
وبالاستناد إلى القانون الذي ساد في العصور الوسطى يقوم شريفان منتخبان من الشرطة بإدارة السجن بشكل سنوي واللذان بدورهما يأجران إدارته إلى السجانين أو حراس السجن مقابل مبلغ من المال. هؤلاء السجانون بدورهم يقتطعون جزء من المال من المساجين ما جعل مهنة النقيب واحدة من أكثر المهن المربحة في لندن آنذاك. وكنتيجة لذلك فإن مثل هذه الحوافز كانت تشجع السجانين على التعامل بقسوة مع المساجين، فكانوا يتقاضون منهم المال على كل شي منذ دخولهم السجن وحتى فك الأصفاد عنهم.
ومن أكثر السجانين السيئي السمعة في العصور الوسطى في القرن الرابع عشر ايدمند لورمر، الذي اكتسب صيته من أنه كان يجعل المساجين يحملون من الحديد أربعة أضعاف الحد المسموح به قانونا. وأيضا هج دي كاريون الذي أدين بتهمة ابتزازه للمساجين تحت إشرافه.
ومع مرور الوقت، أصبحت نيوجيت تستخدم لأهداف عدة منها سجن المحكوم عليهم بالإعدام حتى يحين موعد تنفيذ الحكم، وإن كان ذلك لم ينجح دائما، فقد هرب برجلر جاك شبراد من السجن مرتين قبل أن يجر إلى المقصلة في تيبرن عام 1724. وحقق بول لورين سجين تشابلين بعض الشهرة في بداية القرن الثامن عشر لمشكوكية اعترافه بالإدانات الموجهة ضده.

## ترميم السجن
وحيث إن البرلمان وافق على تقديم منحة مادية قيمتها 50,000 باوند، فإن حكومة لندن خصصت قطعة أرض بمساحة 1600 قدم (500 متر) طولا، و50 قدم (15متر) عمقا لتوسعة مساحة السجن وبناء جلسات انعقاد المحاكمة. بدأ العمل عام 1770 بناء على تصاميم جورج دانس. وكان بناء السجن الجديد قد اكتمل تقريبا إلى أن تم اقتحامه «بأعمال شغب جوردون» في حزيران 1780، فقد التهمت النيران السجن وخلّفت حروق كثيرة بالجدران، وقدرت تكلفة الإصلاحات ب 30,000 باوند. وأخيرا اكتمل بناء السجن بتصميم دانس عام 1782.

## المهندس المعماري للسجن
بعد أن هدم السجن القديم استبدل بمبنى جديد من تصميم جورج دانس الأصغر في فترة ما بين 1770 و1777. وهو أيضا الذي صمم مبنى المحكمة المجاور.
وبعد حادثة حريق لندن الكبير، قام المعماري الفرنسي جاك فرانسوا بلونديل ببنائه على نمط «العمارة المروعة».

## حادثةحريق لندن الكبير
هاجم جماعة «أعمال شغب جوردون» السجن الجديد عام 1780، حيث أحرقوه ومات الكثير من المساجين بسبب الحريق، وهرب 300 شخص تقريبا أعيد إلقاء القبض على بعضهم بينما استطاع البعض الآخر الافلات.

## النمط المعماري للسجن
بعد حادثة حريق لندن، بني السجن مرة أخرى بعد سنتين عام 1782 على نمط «العمارة المروعة».
«العمارة المروعة» نمط معماري قام به المعماري الفرنسي جاك فرانسوا بلونديل حيث إن هذا التصميم يمنع أي محاولة للهرب ويبعث الخوف لمن يرى السجن من الخارج، فقد بنيت معظم الجدران من غير نوافذ، ونحتت السلاسل على مداخل السجن لتطبع الخوف في نفس كل من ينظر إليها.
كان المبنى حول الساحة المركزية ومقسم إلى قسمين: منطقة عامة للفقراء، ومنطقة فخمة لمن يقدر على كلفة زنزانة مزودة بوسائل راحة. كلا القسمين تم تقسيمهما مرة أخرى ليتمكنا من استيعاب المجرمين والمديونين.

## الإعدام

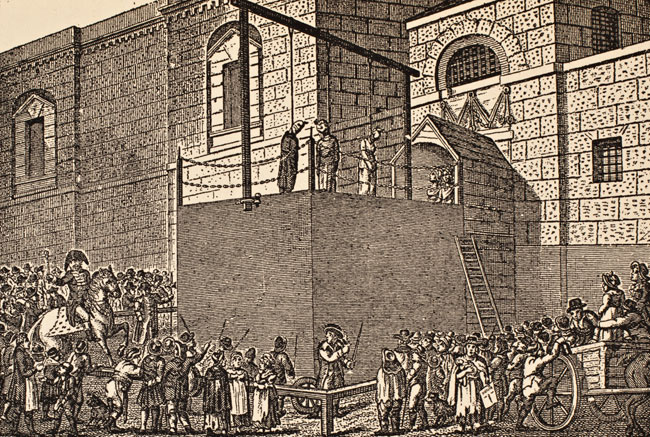
عملية شنق خارج سجن نيوجيت

انتقل موقع المقاصل من تيبرن إلى نيوجيت عام 1783، وكانت الإعدامات العلنية التي تنفذ خارج السجن (والتي في هذا الوقت تنفذ في سجن لندن الرئيسي) تجذب الكثير من الناس، وكان من الممكن أيضا زيارة السجن بالحصول على الإذن من اللورد مايور لمدينة لندن في ذلك الوقت، أو من نقيب الشرطة.
وكان المتهمون يحجزون في زنزانات ضيقة مظلمة يفصلها عن شارع نيوجيت حائط سميك ويصلها ضوء خافت من الفناء الداخلي.أما المقاصل فكانت تصنع خارج نيوجيت. وحتى القرن العشرين، كان منفذوا الحكم بالإعدام المستقبليون يتلقون التدريب في نيوجيت، الذي كان آخرهم جون اليس 1901.
خلال بداية القرن التاسع عشر، جذب السجن انتباه المصلحة الاجتماعية اليزابيث فراي. وكانت بالأخص مهتمة بالظروف التي أحاطت بالسجينات وأطفالهن. وبعد أن قدمت الدليل إلى مجلس العموم، أجريت بعض الإصلاحات. في 1858 تم إعادة بناء الهيكل الداخلي ليشمل زنزانات فردية.
منذ 1868، توقف تنفيذ حكم الإعدام على العلن وأصبح ينفذ على المقاصل داخل نيوجيت. وكان مايكل باريت آخر شخص يشنق علنا خارج سجن نيوجيت (بل وآخر شخص يعدم على العلن في بريطانيا كلها)، وذلك في 26 أيار 1868. ويلخص مجموع المنفذ فيهم الحكم بالإعدام في هذا السجن علنا أو غير ذلك ب 1169 شخص.

## هدمه
تم إغلاق السجن في 1902 وهدم عام 1904. ويحل محله الآن في نفس المكان المحكمة الجنائية المركزية (المعروفة أيضا باسم أولد بيلي وهو اسم الشارع الذي بنيت عليه المحكمة).

## من أشهر المساجين
- جون برادفورد (1510-1555): مصلح ديني
- توماس بامبردج: سجان سابق في سجن فليت
- جون كوك: النائب العام للملك تشارلز الأول، أدين بقتله للملك واعدم سنة 1660.
- جياكومو كاسانوفا: سجن بتهمة تعدد الزوجات
- ويليام تشالونر: سجن بتهمة تزوير العملات
- ويليام كوبت: الزراعي والمصلح البرلماني
- كلاد دو فال: قاطع الطرق الذي احتجز في نيوجيت من ديسمبر 1669 حتى إعدامه في كانون الثاني 1670
- جون فريث: قس بروتستانتي وشهيد
- توماس نيل كريم: الطبيب البارز الذي حوكم وأدين بسبب تسميم العديد من مرضاه
- دانييل ديفو: كاتب رواية روبنسون كروزو (بالإنجليزية: Robinson Crusoe) ورواية مول فلاندرز(بالإنجليزية: Moll Flanders)، وبطل هذه الرواية يولد ويسجن في سجن نيوجيت.
- دانييل إلتون: الذي دافع عنه بيرسي بيشي شيلي في مقاله الشهير: رسالة إلى اللورد إلنبورو
- اللورد جورج جوردن: سياسي بريطاني وهو من سميت «أعمال شغب جوردن» باسمه فيما بعد
- جو لو: اقتصادي
- كاثرين مورفي: مزورة، وهي آخر امرأة تم إعدامها حرقا في إنجلترا وبريطانيا عام 1789.
- تيتس اوتس: متآمر ضد الكاثوليكية
- جون بلينجهام: قاتل
- ويليام بن: وهو من جماعة الكويكرز الذين أسسوا ولاية بنسلفانيا
- جين فوز (اسمها المستعار: جين روبرتس): قطّاعة طرق وسارقة أعدمت عام 1684.
- جون والتر: مؤسس جريدة ذا تايمز، سجن بتهمة الطعن في دوق مدينة يورك
- كاثرين ويلسون: ممرضة ومشتبه بها أن تكون قاتلة متسلسلة، وهي آخر امرأة تم شنقها علنا في لندن.